# 滋賀県立北大津養護学校
滋賀県立北大津養護学校（しがけんりつ きたおおつようごがっこう）は、滋賀県大津市伊香立向在地町にある県立養護学校。

## 設置学部
- 小学部
- 中学部
- 高等部

## 所在地
- 滋賀県大津市伊香立向在地町25番地

## アクセス
- JR西日本湖西線 堅田駅から、江若交通バス堅田葛川線「南庄道」バス停下車、徒歩5分。
- 湖西道路 真野ICから、国道477号を西へ1.5km。

## 沿革
- 1978年（昭和53年）4月1日 - 滋賀県教育委員会事務局内に新設養護学校開設準備室を設置。
- 1979年（昭和54年）4月1日 - 滋賀県立北大津養護学校開校（仮校舎：大津市馬場一丁目2番2号）。
- 1979年（昭和54年）4月4日 - 長等校舎竣工（大津市神出開町260番地）。
- 1979年（昭和54年）9月1日 - 仮校舎から現在地へ移転。
- 1982年（昭和57年）4月1日 - 高等部（普通課程）を開設。
- 1983年（昭和58年）4月1日 - 高等部に重複学級を開設。
- 1991年（平成3年）3月31日 - 校区再編に伴い長等校舎閉舎。